# Acid selenhidric
Acidul selenhidric este un acid anorganic rar cu formula chimică H2Se. 